# یواس‌اس مونتانا (دی‌دی-۲۵۱)
یواس‌اس مونتانا (دی‌دی-۲۵۱) (به انگلیسی: USS Belknap (DD-251)) یک کشتی بود که طول آن ۹۵٫۸۱ متر (۳۱۴٫۳ فوت) بود. این کشتی در سال ۱۹۱۹ ساخته شد.